# Supercoppa d'Irlanda 2015
La Supercoppa d'Irlanda 2015 è stata la seconda edizione del trofeo. La partita si è disputata il 28 febbraio 2015 all'Oriel Park di Dublino tra la squadra campione della Premier Division 2014, Dundalk, e la squadra campione della FAI Cup 2014, St Patrick's. La supercoppa è stata vinta dal Dundalk, che ha in tre minuti ha ribaltato l'iniziale vantaggio del St Patrick's.

## Tabellino
| Arbitro: | Tomas Connolly |

|                       |           |               |
| Horgan 36’ Towell 38’ | Marcatori | 35’ Forrester |

| Dundalk | St Patrick's |

|                 |    |                 |  |       |
|                 |    |                 |  |       |
| GK              | 1  | Gary Rogers     |  |       |
| DF              | 2  | Seán Gannon     |  |       |
| DF              | 3  | Brian Gartland  |  |       |
| DF              | 4  | Andy Boyle (c)  |  |       |
| DF              | 14 | Dane Massey     |  |       |
| MF              | 5  | Chris Shields   |  |       |
| MF              | 17 | Richie Towell   |  |       |
| MF              | 8  | John Mountney   |  | 90+1’ |
| MF              | 10 | Ronan Finn      |  |       |
| MF              | 7  | Daryl Horgan    |  | 82’   |
| FW              | 9  | David McMillan  |  | 65’   |
| A disposizione: |    |                 |  |       |
| GK              | 22 | Gabriel Sava    |  |       |
| DF              | 12 | Shane Grimes    |  |       |
| DF              | 15 | Paddy Barrett   |  |       |
| MF              | 19 | Jake Kelly      |  | 90+1’ |
| MF              | 21 | Darren Meenan   |  | 82’   |
| FW              | 26 | Ciaran O'Connor |  |       |
| FW              | 11 | Kurtis Byrne    |  | 65’   |
| Allenatore:     |    |                 |  |       |
| Stephen Kenny   |    |                 |  |       |

|                 |    |                       |     |     |
|                 |    |                       |     |     |
| GK              | 1  | Brendan Clarke        |     |     |
| DF              | 22 | Conor McCormack       |     |     |
| DF              | 5  | Sean Hoare            |     |     |
| DF              | 4  | Jason McGuinness      |     |     |
| DF              | 3  | Ian Bermingham (c)    |     |     |
| MF              | 8  | James Chambers        |     |     |
| MF              | 6  | Greg Bolger           | 50’ |     |
| MF              | 11 | Killian Brennan       |     | 73’ |
| MF              | 7  | Conan Byrne           |     | 83’ |
| FW              | 9  | Christy Fagan         |     |     |
| FW              | 17 | Christopher Forrester |     | 83’ |
| A disposizione: |    |                       |     |     |
| GK              | 16 | Conor O'Malley        |     |     |
| DF              | 15 | Kenny Browne          |     |     |
| DF              | 12 | Lee Desmond           |     | 83’ |
| MF              | 10 | Ciarán Kilduff        |     | 73’ |
| MF              | 20 | Aaron Greene          |     |     |
| MF              | 21 | Darragh Markey        |     | 83’ |
| FW              | 18 | Sam Verdon            |     |     |
| Allenatore:     |    |                       |     |     |
| Liam Buckley    |    |                       |     |     |